# Konstatin Vasiliev
Konstantin Alekséyevich Vasiliev (em russo Константи́н Алексе́евич Васи́льев; foi um pintor russo. Sua produção abarca aproximadamente quatrocentas obras. Suas temáticas principais são a história da Rússia e dos eslavos, das mitologias nórdica, irlandesa e eslava, cenas de batalhas e as paisagens da Rússia. 
Seu pai era um engenheiro-chefe numa fábrica da sua cidade natal, Maikop, onde era envolvido ativamente em movimentos de resistência política a época;  dotado de grande inteligência natural e amante de literatura. Sua mãe pertencia à mesma família de Ivan Shishkin (artista russo conhecido por pinturas paisagísticas), pode-se entender como um dos responsáveis pela sensibilidade artística da família. 
Konstatin Vasiliev nasceu em 3 de setembro de 1942, em plena Segunda Guerra Mundial, em Maikop, localizada no Cáucaso, extremo sul da Rússia, próxima a fronteira com a Geórgia.
Por volta de agosto de 1942, as tropas alemãs do Terceiro Reich ocuparam Maikop, e seu pai lutou nas guerrilhas de resistência antifascistas da região até fevereiro de 1943, quando a cidade foi libertada pelo Exército Vermelho e ele pode retornar para casa. Em 1949, seu pai foi enviado para Tartaristão para trabalhar como engenheiro-restaurador de plantas instriais da cidade de Cazã, a capital da República Autônoma, levando sua família. Passaram a viver numa pequena aldeia chamada Vasilyevo, próxima do rio Volga, um dos rios mais longos da Europa, fonte de grande inspiração para  Vasiliev e fortemente retratado em suas obras.
Vasiliev era um menino pacato e recluso. Ele não gostava de esportes ou lugares lotados, e preferia ver paisagens e ler livros, ainda sim, sua mente era um verdadeiro alvoroço, inquieta e trabalhadora, fazendo ele explorar o mundo dos contos de fadas, épicos e folclore russo. Isso tudo somou para suas referências artísticas de pintura que posteriormente ele usaria como seu estilo.
Desde tenra idade ele demonstrou um grande talento artístico, e sua família fez o máximo para que o mesmo recebesse educação necessária para desenvolver esse dom. Aos 12 anos Vasiliev foi aprovado num colégio interno de arte em Moscou, lá, ele se tornou familiarizado com as tradições estéticas de sua pátria. Rapidamente seus professores notaram um talento nato e passaram a aprimorar sua técnica durante três anos, até que em meados da década de cinquenta, a escola mudou suas diretrizes por causa do regime comunista. Vasiliev não estava confortável com as condições colocadas sobre sua produção artística pela escola; ele não simpatizou com a estética do Realismo Socialista. Por um acúmulo de coisas ele acabou saindo da instituição e retornou para seu lar. 
Ainda no mesmo ano, ele adentrou na Escola de Artes de Cazã, dando continuidade ao realismo russo. Lá ele se especializou na decoração de cenários teatrais, o que poderia explicar o motivo de suas referências e afinidades wagnerianas. Seus professores eram expoentes do realismo russo que formou a base estilística de sua obra.
Ao termino, seu projeto de graduação foi uma apresentação do esboço para a montagem de cenário e decoração da produção do drama musical “A Donzela da Neve” uma ópera em quatro atos baseada no conto do mesmo nome de Alexander Ostrovsky e foi acompanhada com as músicas de Tchaikovsky.
Depois de sua graduação, ele recebeu uma recomendação de trabalhar num teatro em Menzelinsk, mas infelizmente não conseguiu o emprego. Então, ele trabalhou como professor de arte e pintura em uma escola secundária local e como designer gráfico em uma oficina. Ocasionalmente realizava obras a pedido da Fundação de Arte de Cazã.
Como muitos pintores, Vasiliev estava em busca de seu estilo próprio, inicialmente, ele se sentiu inclinado ao surrealismo. Mas, rapidamente se apercebeu que esse não era seu estilo e disse que: "A única coisa interessante no surrealismo, é sua eficácia puramente externa, a oportunidade de expressar abertamente uma aspiração e pensamentos a curto prazo, mas não sentimentos profundos".
Tentando encontrar uma forma de expressão na arte, Vasiliev trabalhou intensamente, às vezes sem distinguir entre o dia e a noite. Sua mãe relata "fui dormir, ele estava pintando. Acordei, ele ainda estava pintando. Eu não sei quando ele dormia".
Posteriormente, ele finalmente se afixou em suas raízes, retornando ao realismo russo, se inspirando nos mitos dos heróis, o folclore e tradição russa. Sua obra desperta a sensibilidade do espirito russo, os encaminhando para o desertar da consciência de seu povo, para a entrar em contato com sua cultura e tradição. A força interior de todas as coisas vivas, o poder do espírito – é o que deve expressar o artista.
Em vida, Vasiliev não teve grande reconhecimento, devido a época em que vivera, muitas vezes acusado de fascista e não podendo apresentar suas obras (vide diversas obras com estranhas homenagens ao Nacional-Socialismo, o mais provável é que o artista respeitava os grandes homens de seu tempo, inclusive os alemães que invadiram seu país). Diversas de suas obras quase foram destruídas, no entanto, através dos esforços da comunidade de Cazã, conseguiram preservá-las.
Vasiliev morreu muito jovem, aos 34 anos, de causas que até hoje são desconhecidas e controversas. A versão oficial é que morreu atropelado por um trem, no entanto, a crença popular diz que ele morreu após um ataque contratado depois de estar voltando com um amigo duma exposição de sua nova arte. 
Seu falecimento resulta numa perda para a arte em geral. O mundo perdeu um trabalhador original, criativo, sensível, detalhista e incansável, e tal como Mozart, o mundo jamais saberá quais serão seu ápice de criação artística.
Ele foi enterrado com a música "Sobre a morte de Siegfried" do compositor Richard Wagner, uma de suas preferidas.